# Delias aroae
Delias aroae är en fjärilsart som först beskrevs av Ribbe 1900.  Delias aroae ingår i släktet Delias och familjen vitfjärilar. Inga underarter finns listade i Catalogue of Life.